# Edificio Curiplaya
El Edificio Curiplaya está situado en el municipio de Florencia, capital del departamento del Caquetá, en Colombia.
Actualmente, el edificio alberga al Instituto Departamental de Cultura, Deporte y Turismo del Caquetá, al Fondo Mixto para la Promoción de la Cultura y las Artes del Caquetá, una tienda artesanal, la Biblioteca Pública Municipal y diversos espacios dedicados a la promoción artística y cultural. En su concha acústica, situada en la parte frontal del inmueble, se celebran anualmente importantes eventos, entre ellos el reconocido Festival El Colono de Oro, un certamen que exalta las tradiciones y expresiones culturales de la Amazonía colombiana.

## Historia
El terreno donde actualmente se levanta el Edificio Curiplaya tiene una historia estrechamente vinculada con el desarrollo urbano y económico de Florencia. A comienzos del siglo XX, específicamente en el año 1902, el sitio funcionaba como sede de la agencia cauchera La Perdiz, en un contexto en que la extracción del caucho impulsaba la economía de la región. Posteriormente, sirvió como matadero municipal.
En 1945, el predio fue adquirido por la entonces Comisaría del Caquetá, con el propósito de construir un hotel que ofreciera servicios a los visitantes y autoridades que comenzaban a llegar a la incipiente ciudad. El proyecto, denominado Hotel Curiplaya (nombre que significa "Playa Dorada" en la lengua indígena huitoto), fue diseñado por el arquitecto Eduardo Ferreira y finalizado en la década de los años 50. La arquitectura del edificio combina elementos funcionales con detalles estéticos que evocan el estilo republicano tardío, adaptado a las condiciones climáticas de la región amazónica.

## Usos institucionales y transformación cultural
El hotel funcionó durante varios años, hasta que en 1968 fue cerrado y su estructura fue reutilizada como sede de la emisora La Voz del Caquetá, uno de los medios de comunicación más influyentes del sur del país en aquella época. Posteriormente, entre los años 70 y 80, albergó la Alcaldía Municipal de Florencia, y luego fue utilizado por la rama judicial hasta mediados de los años 90.

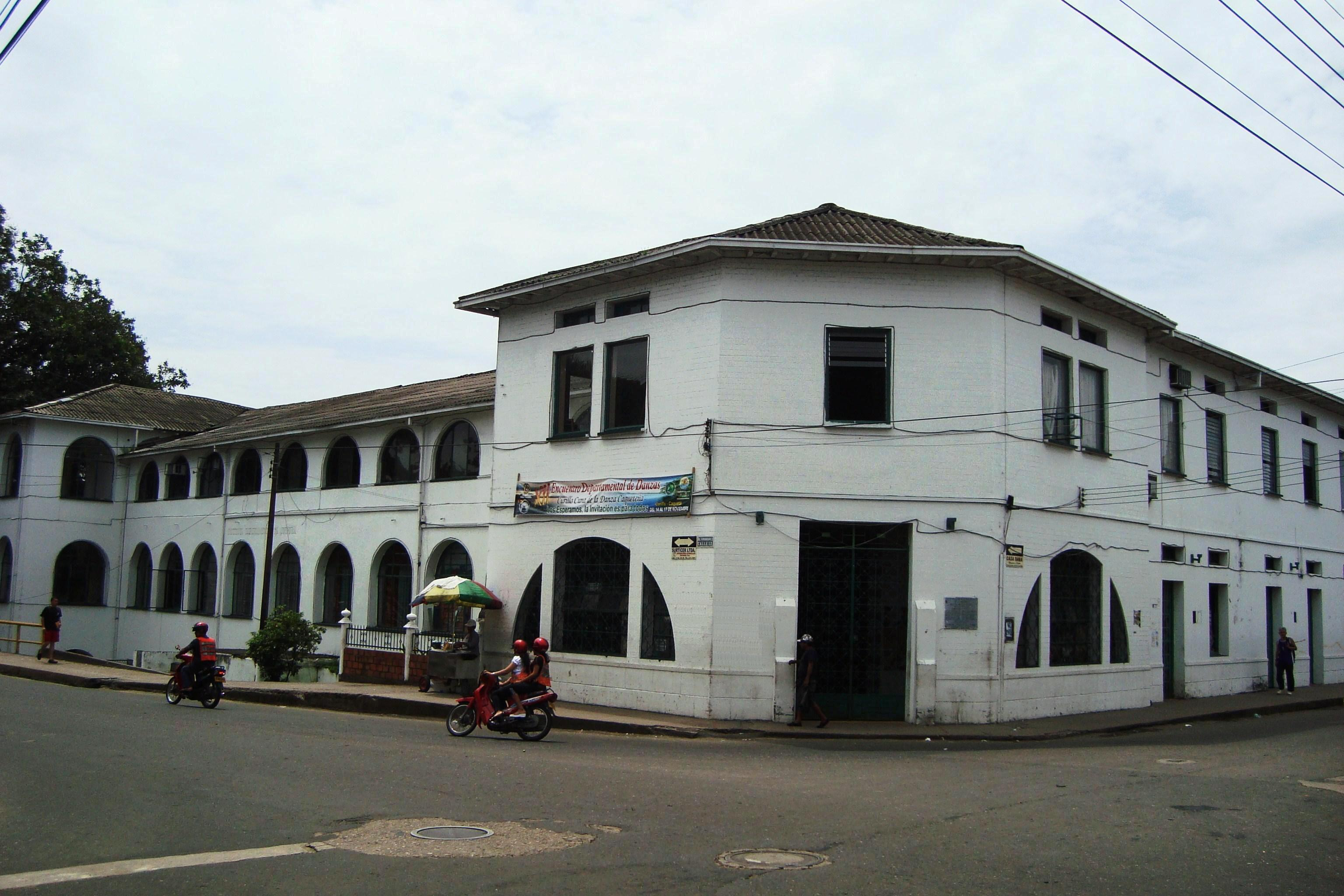
Fachada del Curiplaya

En 1995, la Alcaldía Municipal ordenó una remodelación arquitectónica integral con el objetivo de adaptar el edificio a nuevas funciones culturales y comunitarias. Como resultado de este proceso, fue convertido en el actual Palacio de la Cultura y las Artes de la Amazonía, reafirmando su papel como centro dinamizador de la vida artística y patrimonial del Caquetá.

## Reconocimiento patrimonial
Por su importancia histórica, arquitectónica y cultural, el Edificio Curiplaya fue declarado Bien de Interés Cultural de Carácter Nacional mediante la Resolución 1752 del año 2000, expedida por el Ministerio de Cultura de Colombia. Esta declaratoria garantiza su protección legal y reconoce su valor como patrimonio inmueble representativo del sur colombiano.